# 王世琴
王世琴（1975年8月—），甘肃兰州人，汉族，无党派人士。中华人民共和国政治人物、第十三届全国人民代表大会广东地区代表。
担任茂名市质量计量监督检测所高级工程师。2018年2月24日，当选为第十三届全国人大代表。